# Tramonto (film 1924)
Tramonto (Sundown) è un film muto del 1924 diretto da Harry O. Hoyt e Laurence Trimble.

## Trama
Minacciati dalla rovina per il grande numero di nuovi pionieri che colonizzano il territorio recintando i terreni agricoli, l'allevatore John Brent e suo figlio Hugh si recano all'est per cercare finanziamenti. Ma non riescono nell'impresa e sono costretti a dichiarare fallimento. Gli allevatori, allora, decidono di andare a stabilirsi in Messico insieme alle loro mandrie. Durante l'esodo, viene distrutta la fattoria dei Crawley. Hugh Brent, che in precedenza aveva conosciuto sul treno Helen, la figlia di Henry Crawley e se ne era innamorato, persuade i mandriani ad ammettere nel loro gruppo anche i Crawley. Giunti finalmente in Messico dopo un viaggio irto di difficoltà, i mandriani fanno una colletta per rimborsare i Crawley e Hugh promette di sposare Helen.

## Produzione
Il film fu prodotto dalla First National Pictures.

## Distribuzione
Distribuito dalla First National Pictures, il film uscì nelle sale cinematografiche USA il 30 novembre 1924. In Italia venne distribuito dalla Westi nel 1915.